# Степной волк (роман)
«Степной волк» (нем. Der Steppenwolf) — роман Германа Гессе, впервые опубликованный в 1927 году в Германии.

## Сюжет
Роман по своей структуре является своеобразной «книгой в книге». Повествование начинается с предисловия издателя, который решил опубликовать записки, оставленные ему главным героем и озаглавленные «Записки Гарри Галлера (только для сумасшедших)».
Гарри Галлер находится в тяжёлом внутреннем кризисе. Во время блужданий по городу он встречает человека, который даёт ему небольшую книгу, «Трактат о Степном Волке». Трактат повествует о «Гарри, по прозвищу Степной Волк», который, так же как и протагонист романа, разделяет свою личность на две части: человека высокой духовной морали и животного — волка. При этом в книге указывается, что личность «Гарри» является в действительности гораздо более сложной и многогранной, и раскрываются его суицидальные наклонности.
На следующий день, вновь блуждая по городу перед возвращением домой, где он решает совершить суицид, Гарри заходит в ресторан. Там он встречает девушку, которая обещает ему встречу, что откладывает его решение о самоубийстве. При следующей встрече выясняется, что её зовут Гермина, и она просит убить её, когда она ему прикажет.
На протяжении романа не всегда понятно, где проходит грань между внутренними переживаниями героя и внешним миром.
В конце романа Гарри открывается новая реальность, но чтобы остаться в ней, необходимо пожертвовать собственным разумом, на что и решается главный герой.
Часто внутреннюю сущность Галлера Степного Волка ассоциируют с тем, что Юнг называл тенью, в то время как Гермину ассоциируют с анимой.

## Экранизации
- «Степной волк» (англ. Steppenwolf, итал. Lupo della steppa) — художественный фильм 1974 года совместного производства США и Швейцарии, фильм-притча, снятый режиссёром Фредом Хайнсом[англ.].

## Влияние на культуру
В разное время существовало несколько музыкальных групп, использовавших название романа Гессе. Среди них:
- Steppenwolf
- Steppeulvene[англ.]
- Die Anarchistische Abendunterhaltung использует в качестве названия словосочетание из романа.

В честь произведения была названа одноимённая музыкальная премия, учреждённая Артемием Троицким.
В художественном фильме Джо Хана «Mall» присутствуют отсылки к роману, а цитата «Из шума приходит хаос» является слоганом картины.
Одноимённый, почти 10-минутный трек «Steppenwolf» был записан спейс-рок-группой Hawkwind в 1976 году в альбоме «Astounding Sounds, Amazing Music». Он непосредственно вдохновлён романом, включает отсылки и к магическому театру, и к двойственной природе человека-волка. Авторами текста являются поэт Роберт Калверт и музыкант Дэйв Брок. Сюжет песни группы Boney M под названием «He was a Steppenwolf» также основан на этом романе.
В песне «Кусок жизни» группы Аквариум есть отсылка к роману в строках:
Десять степных волков -
И каждый пьян как свинья.
Я был бы одним из них,
Но у меня семья.
У группы Крематорий есть одноимённая песня.
В художественном фильме «Фанданго» на восьмой минуте видно, что один из главных героев, среди всеобщего веселья, читает эту книгу.
Советскому фильму «Только для сумасшедших» это название, отсылающее к «Степному волку», было дано по настоянию сценариста.
В песне группы "Алиса" - "Кислород" есть строки, содержащие отсылку к вывеске "Только для сумасшедших. Плата за вход - разум", увиденной героем романа "Степной волк":
"Был выбран тьмой и был расписан на грех,
Нечистой кровью был помазан.
В моих зрачках отражался успех,
Где платой за вход брался разум".

## Ссылка
- https://web.archive.org/web/20120131095342/http://www.biblio.nhat-nam.ru/Gesse_Stepnoy_volk.pdf